# Paulo Pagni
Paulo Antônio Figueiredo Pagni (São Paulo, 1 de junho de 1958 — Salto, 22 de junho de 2019), também conhecido como P. A. Pagni, foi um baterista brasileiro, integrante da banda RPM desde 1985. Também fez parte da formação do grupo PR.5, ex-banda de apoio do cantor Paulo Ricardo.

## Carreira
Filho único do farmacêutico Orestes Pagni e de D. Aparecida, depois de estudar nos Estados Unidos, voltou ao Brasil e abriu o Planeta Gullis, um estúdio de ensaio para bandas. Em 1985, foi convidado para integrar o RPM, substituindo o baterista Charles Gavin, que deixou o RPM para integrar os Titãs.
Em 1987, Paulo Pagni e o guitarrista Fernando Deluqui abandonaram a banda e retornaram em 1988. Em 1989, quando a banda anunciou o seu fim, P.A. procurou novos rumos na música e, em 2002, voltou para o RPM, quando a banda retomou sua formação da década de 1980.[carece de fontes?]
Internado em decorrência de uma fibrose pulmonar, no dia 2 de junho de 2019, por causa de uma declaração errada do hospital a mídia nacional divulgou uma falsa morte do músico. Após mais de vinte dias internado, Pagni morreu no dia 22 de junho de 2019, em decorrência da piora de sua condição respiratória.